# Wolfgang Zöller

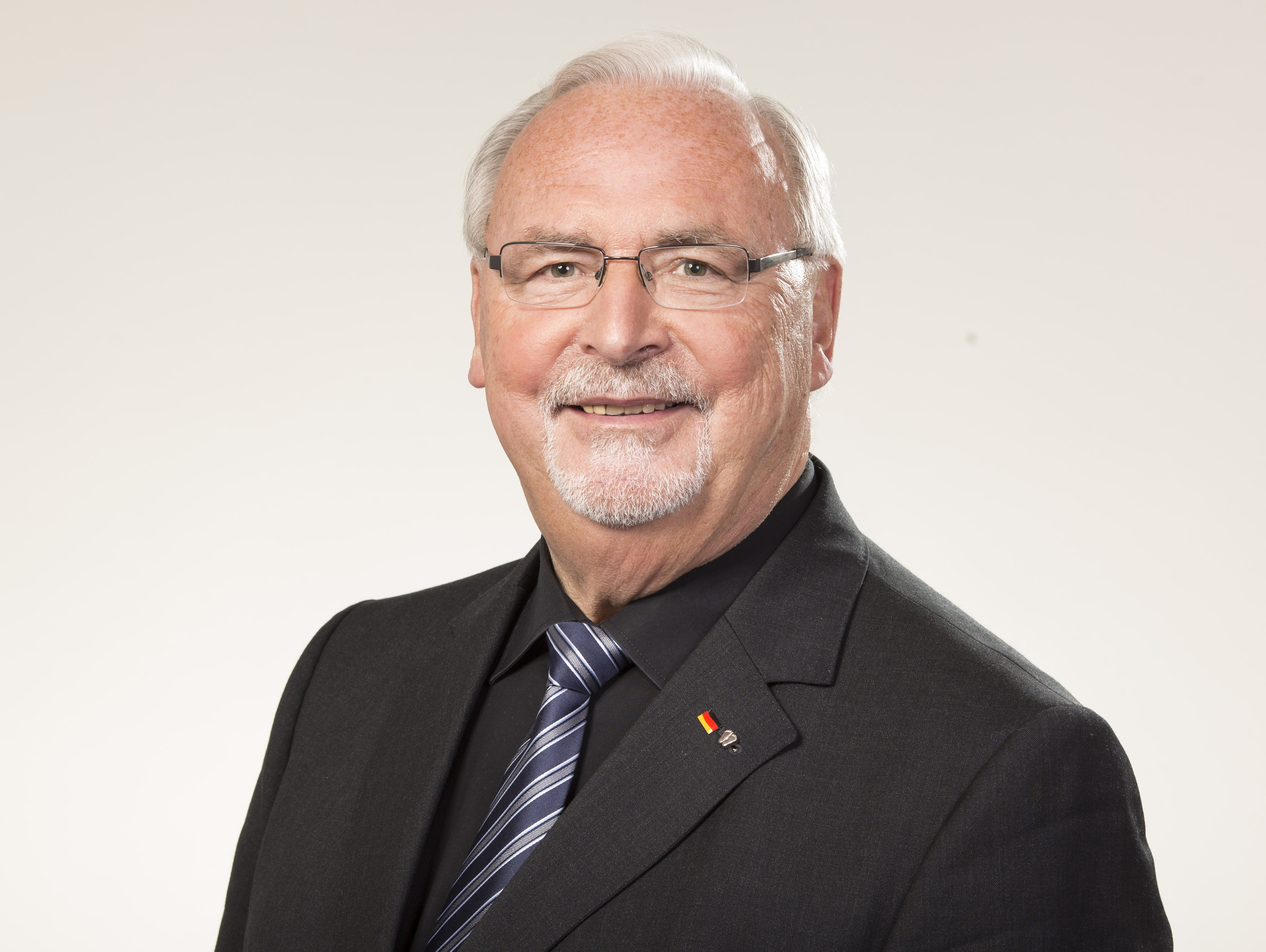
Wolfgang Zöller

Wolfgang Zöller (* 18. Juni 1942 in Eisenbach) ist ein deutscher Politiker (CSU).
Er war von 2009 bis 2013 Beauftragter der Bundesregierung für die Belange der Patientinnen und Patienten und war zuvor seit 2004 stellvertretender Vorsitzender der CDU/CSU-Bundestagsfraktion.

## Leben und Beruf
Nach der Mittleren Reife an der Staatlichen Realschule Klingenberg machte Zöller eine Lehre zum Mechaniker, die er mit der Facharbeiterprüfung beendete. Anschließend besuchte er das Ohm-Polytechnikum Nürnberg, das er als Diplom-Ingenieur für Maschinenbau (FH) verließ. Nach einer Weiterbildung zum Sicherheitsingenieur war er von 1972 bis 1990 leitender Sicherheitsingenieur bei der Firma AKZO in Obernburg am Main.
Wolfgang Zöller ist katholisch, verheiratet und Vater von zwei Kindern.
Am 28. April 2014 ernannte Bundesgesundheitsminister Hermann Gröhe Zöller zum Beauftragten für die gesundheitspolitische Zusammenarbeit mit Griechenland. Diese Aufgabe nimmt er ehrenamtlich im Bundesministerium für Gesundheit wahr.

## Partei
1969 wurde Zöller Mitglied der Jungen Union und der CSU. Von 1989 bis 1995 war er Vorsitzender des CSU-Kreisverbandes Miltenberg. Seit 2001 ist er Vorsitzender des gesundheitspolitischen Arbeitskreises der CSU.

## Abgeordneter
Von 1972 bis 1978 gehörte Zöller dem Gemeinderat seines Geburtsortes Eisenbach und nach dessen Eingemeindung von 1978 bis 2002 dem Stadtrat von Obernburg an. Seit 1978 ist er auch Mitglied des Kreistages des Kreises Miltenberg und war hier von 1984 bis 1987 Vorsitzender der CSU-Fraktion.
Ab 1990 war Zöller Mitglied des Deutschen Bundestages. Hier war er von 1994 bis 2005 gesundheitspolitischer Sprecher der CSU-Landesgruppe und von 1998 bis 2005 stellvertretender Vorsitzender des Bundestagsausschusses für Gesundheit bzw. für Gesundheit und Soziale Sicherung. Von 2002 bis 2004 war er außerdem Vorsitzender der Arbeitsgruppe Gesundheit und Soziale Sicherung, Familie, Senioren, Frauen und Jugend der CSU-Landesgruppe.
Im Bundestag fiel er immer wieder durch seine zahlreichen Zwischenrufe auf.
Am 26. November 2004 wurde Zöller als Nachfolger des zurückgetretenen Horst Seehofer zum Stellvertretenden Vorsitzenden der CDU/CSU-Bundestagsfraktion für die Bereiche Gesundheit und Soziale Sicherung gewählt. Seit November 2005 war er zuständig für die Bereiche Gesundheit, Ernährung, Landwirtschaft und Verbraucherschutz. Seit November 2009 ist er Patientenbeauftragter der Bundesregierung.
Wolfgang Zöller ist stets als direkt gewählter Abgeordneter des Wahlkreises Main-Spessart in den Bundestag eingezogen. Bei der Bundestagswahl 2005 erreichte er hier 56,8 % der Erststimmen. Bei der Bundestagswahl 2009 verteidigte er sein Direktmandat mit 52,4 % der Erststimmen gegen sieben Mitbewerber. 
Zur Bundestagswahl 2013 trat Zöller nicht wieder an.

## Ehrungen
- 2001: Bayerischer Verdienstorden
- 2002: Bundesverdienstkreuz am Bande
- 2009: Bayerische Staatsmedaille für Verdienste um die Gesundheit